# NGC 209
NGC 209는 태양계에서 약 1억 7,500만 광년 떨어져 있으며, 고래자리에 위치한 렌즈형 은하이다. 1885년 10월 9일, 프랑스인 천문학자 Francis Leavenworth에 의해 발견되었다.

## 같이 보기
- NGC 1 ~ 999 목록